# Погреби (Брасовський район)
Погреби (рос. Погребы) — присілок у Брасовському районі Брянської області Росії. Входить до складу муніципального утворення Погребське сільське поселення.
Населення — 1484 особи. Найбільший населений пункт району.
Розташований за 10 км на північний захід від смт Локоть, на автодорозі М3  Москва-Київ.
У селищі розташована однойменна залізнична станція на лінії Брянськ-Льгов. Є відділення поштового зв'язку, сільська бібліотека. Значна частина житлового фонду представлена багатоквартирними будинками (до 5 поверхів).

## Історія
Вперше згадується у 1707 році як село в складі Брасовського стану Севського повіту (також називалася Погребки, для відмінності від однойменного села того ж повіту). Належав до парафії села Олешанка. У XVIII—XIX ст. — Володіння Апраксиних.
У 1778—1782 рр. входив до Луганського повіту, потім знову у Севському повіті (до 1929), з 1861 року — у складі Апраксинської (Брасовської) волості. З 1929 року в Брасовському районі.
У 1897 році поблизу села був влаштований залізничний роз'їзд (нині — станція), при якій виник самостійний населений пункт. У 1964 році село Погреби і однойменне селище при залізничній станції були об'єднані в селище Погреби. З 1920-х рр. по 1975 рік — в Олександрівській (Олешанській) сільраді, в 1975—2005 рр. — у Дубровській сільраді.

## Населення
За найновішими даними, населення — 1484 особи (2013).
У минулому чисельність мешканців була такою:
| Роки      | 1858 | 1866 | 1897 | 1926 | 1979 | 1989 | 2002 | 2010 |
| --------- | ---- | ---- | ---- | ---- | ---- | ---- | ---- | ---- |
| Населення | 302  | 332  | 617  | 997  | 1238 | 1667 | 1624 | 1503 |